# Odcień

Odcienie czystych i nasyconych kolorów

Odcień – w teorii koloru jedna z głównych cech koloru, obok jasności i nasycenia, zdefiniowana technicznie (przez CIECAM02) jako „stopień, w którym bodziec może być opisany jako podobny lub różny od bodźców opisanych jako czerwony, zielony, niebieski i żółty”. W malarskiej teorii koloru odpowiada ona czystym i nasyconym kolorom – bez domieszek szarości, przyciemniania lub rozjaśniania. Jest to jeden z elementów koła barw.

## Wyznaczanie wartości

Odcień przesuwany w czasie na ilustracji łuszczyka wielobarwnego

W przypadku przestrzeni barw ortogonalnych względem jasności takich jak CIE 1976 (L*, a*, b*) i 1976 (L*, u*, v*) odcień może być wyznaczony jako współrzędna kątowa po konwersji ze współrzędnych kartezjańskich do współrzędnych biegunowych.

### CIELab
{\displaystyle H_{ab}=\mathrm {atan2} (b^{*},a^{*})}

### CIELUV
{\displaystyle H_{uv}=\mathrm {atan2} (v^{*},u^{*})=\mathrm {atan2} (v',u')}

### RGB

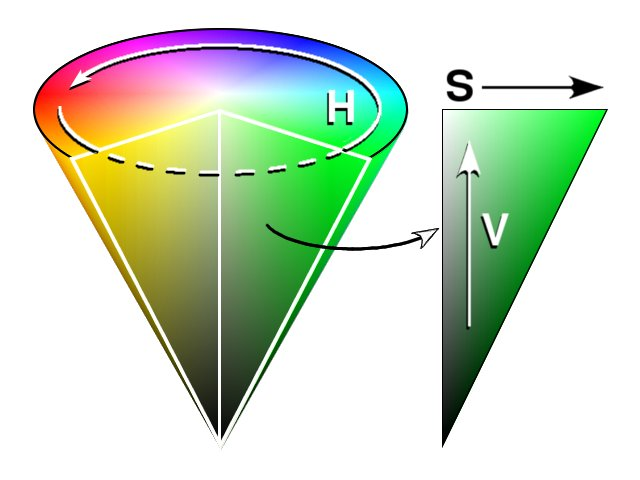
Stożek przestrzeni barw HSV

Relacja pomiędzy odcieniem w przestrzeniach HSV i HSL, a jego odpowiednimi współrzędnymi w przestrzeni RGB

Preucil opisuje kolorowy sześciokąt, podobny do trójliniowego wykresu opisanego przez Evansa, Hansona i Brewera, który może być użyty do obliczenia współczynnika barwy z RGB, umieszczając czerwony w 0°, zielony w 120° i niebieski w 240°.
{\displaystyle H_{rgb}=\mathrm {atan2} \left({\sqrt {3}}\cdot (G-B),2\cdot R-G-B\right)}
Mając dane wartości R (czerwony), G (zielony) i B (niebieski), wartość odcienia {\displaystyle H_{rgb}} można wyznaczyć przy pomocy następującej tabelki:
| Kolejność                               | Obszar odcienia       | Wzór                                                                       |
| --------------------------------------- | --------------------- | -------------------------------------------------------------------------- |
| {\displaystyle R\geqslant G\geqslant B} | czerwono-żółty        | {\displaystyle H_{rgb}=60^{\circ }\cdot {\frac {G-B}{R-B}}}                |
| {\displaystyle G>R\geqslant B}          | żółto-zielony         | {\displaystyle H_{rgb}=60^{\circ }\cdot \left(2-{\frac {R-B}{G-B}}\right)} |
| {\displaystyle G\geqslant B>R}          | zielono-błękitny      | {\displaystyle H_{rgb}=60^{\circ }\cdot \left(2+{\frac {B-R}{G-R}}\right)} |
| {\displaystyle B>G>R}                   | błękitno-niebieski    | {\displaystyle H_{rgb}=60^{\circ }\cdot \left(4-{\frac {G-R}{B-R}}\right)} |
| {\displaystyle B>R\geqslant G}          | niebiesko-karmazynowy | {\displaystyle H_{rgb}=60^{\circ }\cdot \left(4+{\frac {R-G}{B-G}}\right)} |
| {\displaystyle R\geqslant B>G}          | karmazynowo-czerwony  | {\displaystyle H_{rgb}=60^{\circ }\cdot \left(6-{\frac {B-G}{R-G}}\right)} |

Należy zauważyć, że w każdym przypadku we wzorze znajduje się ułamek {\displaystyle {\frac {S-M}{W-M}},} gdzie W to największa wartość z R, G, B; M to najmniejsza, a S to wartość między dwiema pierwszymi.